# Hypocrita plagifera
Hypocrita plagifera là một loài bướm đêm thuộc phân họ Arctiinae, họ Erebidae.